# K-konvexe Funktion
Eine K-konvexe Funktion ist einer Verallgemeinerung des Begriffes der Konvexität einer Funktion auf reell-vektorwertige Funktionen. Dazu wird die strikte Ordnung auf {\displaystyle \mathbb {R} } abgeschwächt und es wird mit Halbordnungen auf {\displaystyle \mathbb {R} ^{m}} gearbeitet, den sogenannten verallgemeinerten Ungleichungen.

## Definition
Gegeben sei ein abgeschlossener, spitzer und konvexer Kegel {\displaystyle K\subset \mathbb {R} ^{m}} mit nichtleerem Inneren und {\displaystyle \preccurlyeq _{K}} bzw. {\displaystyle \prec _{K}} die von diesem Kegel induzierte Halbordnung bzw. strikte Halbordnung. Des Weiteren sei {\displaystyle D} eine konvexe Teilmenge des {\displaystyle \mathbb {R} ^{n}}. Die Funktion
{\displaystyle f\colon D\to \mathbb {R} ^{m}}
heißt K-konvex auf der Menge {\displaystyle D} genau dann, wenn
{\displaystyle f(\lambda x+(1-\lambda )y)\preccurlyeq _{K}\lambda f(x)+(1-\lambda )f(y)}
gilt für alle {\displaystyle \lambda \in [0,1]} und alle {\displaystyle x,y\in D}. Die Funktion {\displaystyle f} heißt strikt K-konvex auf der Menge {\displaystyle D}, wenn
{\displaystyle f(\lambda x+(1-\lambda )y)\prec _{K}\lambda f(x)+(1-\lambda )f(y)}
für alle {\displaystyle \lambda \in (0,1)} und alle {\displaystyle x\neq y} in {\displaystyle D} gilt.

## Beispiele und Eigenschaften
- Setzt man {\displaystyle m=1}, ist die Funktion also reellwertig, und wählt als Kegel die Menge {\displaystyle K=\{x\geq 0\}}, so sind die K-konvexen Funktionen genau die konvexen Funktionen. Dies liegt daran, dass die von dem Kegel induzierte Ordnung die gewöhnliche Ordnung auf den reellen Zahlen ist.
- Wählt man hingegen als Kegel die Menge {\displaystyle K=\{x\leq 0\}}, so sind die K-konvexen Funktionen genau die konkaven Funktionen, da der Kegel die Ordnung auf den reellen Zahlen umkehrt.
- Ist der Kegel die Menge

{\displaystyle K=\{x\in \mathbb {R} ^{m}\,|\,x_{i}\geq 0\,{\text{ für alle }}\,i=1,\dots ,n\}}, so ist die induzierte allgemeine Ungleichung das komponentenweise kleinergleich. Die K-konvexen Funktionen sind dann die Funktionen, deren Komponenten alle konvex sind.
- Affine Funktionen sind immer K-Konvex, unabhängig vom verwendeten Kegel. Dies folgt direkt aus der Linearität der Funktion und der Reflexivität der verallgemeinerten Ungleichung.
- Die Subniveaumenge einer K-konvexen Funktion ist eine konvexe Menge.
- Eine Funktion ist genau dann K-konvex, wenn ihr Epigraph eine konvexe Menge ist. Der Epigraph wird in diesem Fall mittels der verallgemeinerten Ungleichung und nicht mit dem herkömmlichen kleinergleich definiert.

## Alternative Charakterisierungen

### Über Dualität
Die K-Konvexität einer Funktion lässt sich auch gut mittels der von dem zu {\displaystyle K} dualen Kegel {\displaystyle K^{*}} induzierten Halbordnung beschreiben. Eine Funktion ist genau dann (strikt) K-konvex, wenn für jeden vom Nullvektor verschiedenen Vektor {\displaystyle v} mit {\displaystyle 0\preccurlyeq _{K^{*}}v} gilt, dass {\displaystyle v^{T}f} (strikt) konvex im herkömmlichen Sinne ist.

### Für differenzierbare Funktionen
Ist {\displaystyle f} eine differenzierbare Funktion, so ist diese genau dann K-konvex, wenn
{\displaystyle f(x)+Df(x)(y-x)\preccurlyeq _{K}f(y)} für alle {\displaystyle x,y}. Hierbei ist {\displaystyle D} die Jacobi-Matrix.

## Verkettungen von K-konvexen Funktionen
Die Kompositionen von K-konvexen Funktionen sind unter gewissen Umständen wieder konvex.
- Ist {\displaystyle g\colon \mathbb {R} ^{n}\to \mathbb {R} ^{m}} K-konvex und {\displaystyle h\colon \mathbb {R} ^{m}\to \mathbb {R} } konvex und ist die erweiterte Funktion {\displaystyle {\tilde {h}}} K-monoton wachsend, so ist {\displaystyle h(g(x))} konvex. Insbesondere müssen die beiden Kegel, welche die K-Konvexität und die K-Monotonie definieren, übereinstimmen.

## Matrix-konvexe Funktionen
Betrachtet man Abbildungen vom {\displaystyle \mathbb {R} ^{n}} in den Raum der symmetrischen reellen Matrizen {\displaystyle S^{n}}, versehen mit der Loewner-Halbordnung {\displaystyle \succcurlyeq _{S_{+}^{n}}}, so heißen die entsprechenden K-konvexen Funktionen auch Matrix-konvexe Funktionen. Eine äquivalente Charakterisierung der Matrix-Konvexität ist, dass die Funktion {\displaystyle g(x)=z^{T}f(x)z} konvex ist für alle {\displaystyle z\in \mathbb {R} ^{n}} genau dann, wenn {\displaystyle f(x)} Matrix-konvex ist.
Beispielsweise ist die Funktion {\displaystyle f\colon \mathbb {R} ^{n\times m}\to S^{n}}, definiert durch {\displaystyle f(X)=X\cdot X^{T}}, matrix-konvex, weil {\displaystyle z^{T}XXz=\Vert X^{T}z\Vert _{2}^{2}} konvex ist wegen der Konvexität der Norm.

## Verwendung
K-konvexe Funktionen werden beispielsweise bei der Formulierung von konischen Programmen oder Verallgemeinerungen der Lagrange-Dualität verwendet.

## Verallgemeinerungen
Teilweise werden auch Abbildungen {\displaystyle f\colon V_{1}\mapsto V_{2}} zwischen zwei reellen Vektorräumen betrachtet und {\displaystyle V_{2}} nur mit einem Ordnungskegel {\displaystyle K} versehen, nicht mit einer verallgemeinerten Ungleichung. An die Abbildung wird die Forderung
{\displaystyle \lambda f(x)+(1-\lambda )f(y)-f(\lambda x+(1-\lambda )y)\in K}
für alle {\displaystyle \lambda \in [0,1]} und {\displaystyle x,y} aus der konvexen Menge {\displaystyle M} gestellt. Dann wird die Abbildung {\displaystyle f} wieder eine konvexe Abbildung genannt.